# 莫代尔河畔温根
莫代尔河畔温根（法語：Wingen-sur-Moder，法語發音：[viŋ(g)ən syʁ mɔdɛʁ]；莱茵法兰克语：Wìnge）是法国下莱茵省的一个市镇，位于该省西部偏北，莫代尔河畔，属于萨韦尔讷区。

## 地名
由于语源问题，该地名中“Wingen”拼读方式不符合法语正字法，其标准发音为[viŋ(g)ən]，根据实际发音其应译作“温根”，《世界地名翻译大辞典》与《世界地名译名词典》将该地名纯按法汉译音表误译作“莫代河畔万让”，其中“万让”不符合“Wingen”的实际发音，“莫代河畔”也与该书中“Moder”的译名“莫代尔河”冲突。

## 地理
莫代尔河畔温根（48°55'13"N, 7°22'34"E）面积17.37 平方千米，位于法国大東部大區下莱茵省，该省份为法国大陆部分最东部的省份，是阿尔萨斯的一部分，今与上莱茵省组成了阿尔萨斯欧洲集体，其南至上莱茵省，西南接孚日省和默尔特-摩泽尔省，西接摩泽尔省，北与德国接壤，东侧沿莱茵河与德国相望。
与莫代尔河畔温根接壤的市镇（或旧市镇、城区）包括：苏赫特、埃尔卡尔特斯维莱、迈森塔勒、穆特鲁斯、罗什泰格、维默诺、齐泰尔桑。
莫代尔河畔温根的时区为UTC+01:00、UTC+02:00（夏令时）。

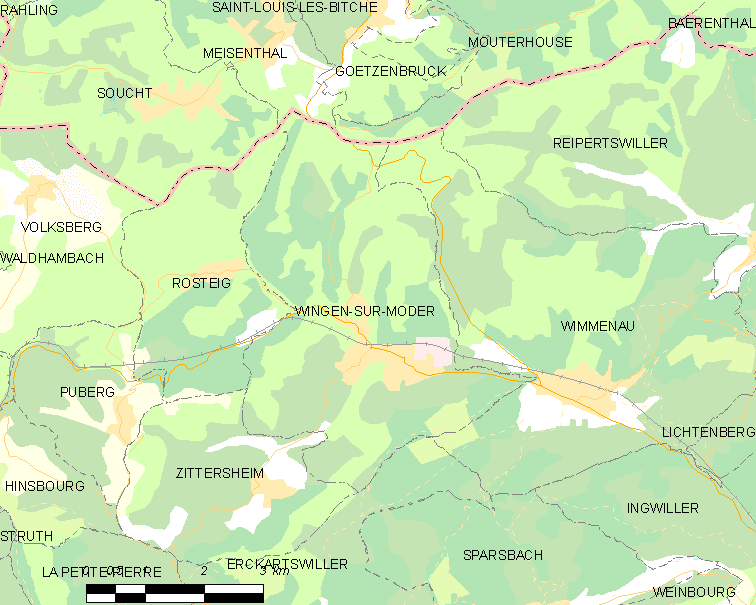
莫代尔河畔温根的OSM定位图

## 行政
莫代尔河畔温根的邮政编码为67290，INSEE市镇编码为67538。

## 政治
莫代尔河畔温根所属的省级选区为英维莱尔县。

## 人口

1962-2008年间莫代尔河畔温根人口变化图示

莫代尔河畔温根于2022年1月1日时的人口数量为1572人。